# 東49-1線
東49-1線為臺灣臺東縣境內的一條鄉道，是臺東縣政府為舒緩臺9線花東縱谷公路綠色隧道段長年交通壅塞與整治太平溪所推動的太平溪路堤共構計畫中的道路工程，連結卑南鄉太平橋至臺東市馬蘭橋，全長5.8公里，於2020年1月19日全線竣工通車。

## 沿革

### 興建背景
臺9線花東縱谷公路綠色隧道段每逢連假就易發生交通壅塞的情形，為舒緩交通壅塞及提升卑南地區的交通品質臺東縣政府於2014年起開始計畫推動太平溪路堤共構新建工程，並於2014年10月19日時任總統馬英九視察臺東時承諾將補助臺東縣政府推動路堤共構計畫。
2016年6月臺東縣政府因應2014年時輕度颱風鳳凰侵襲臺灣造成太平溪溪水暴漲頻臨潰堤，同時向經濟部水利署的「流域綜合治理計畫」以臺東縣管河川太平溪的流域整治計畫提報申請補助，以及交通部公路總局的「生活圈道路交通系統建設計畫」來做為臺9線輔助道路的方式申請經費，總建設經費為新臺幣9.2億元。施工前的先期工程還牽涉到沿太平溪畔架設的台灣電力公司161KV臺東 - 馬蘭及臺東 - 豐里兩迴線共計11座高壓鐵塔的遷移與下地工程，總經費約15.6億元，臺東縣政府爭取花東建設基金後自籌2.3億元。
2017年6月5日臺東縣議會定期大會審查通過太平溪路堤共構計畫的墊付案，其中向公路總局共申請通過5億2千2百萬元，水利署通過3億7千9百78萬元，預定將於2017年底前完成土地徵收的議價收購程序，9月發包動工，太平溪路堤共構計畫預定將在太平溪自太平橋到馬蘭橋的左岸沿線興建長5.8公里的堤防，並於堤頂配置雙向共雙車道，道路兩側靠河岸一側種植鳳凰木、黃花風鈴木、藍花楹等耐熱樹種，另一側則以臺東縣樹樟樹為主，完工後道路編號為東49-1鄉道。

### 施工經過

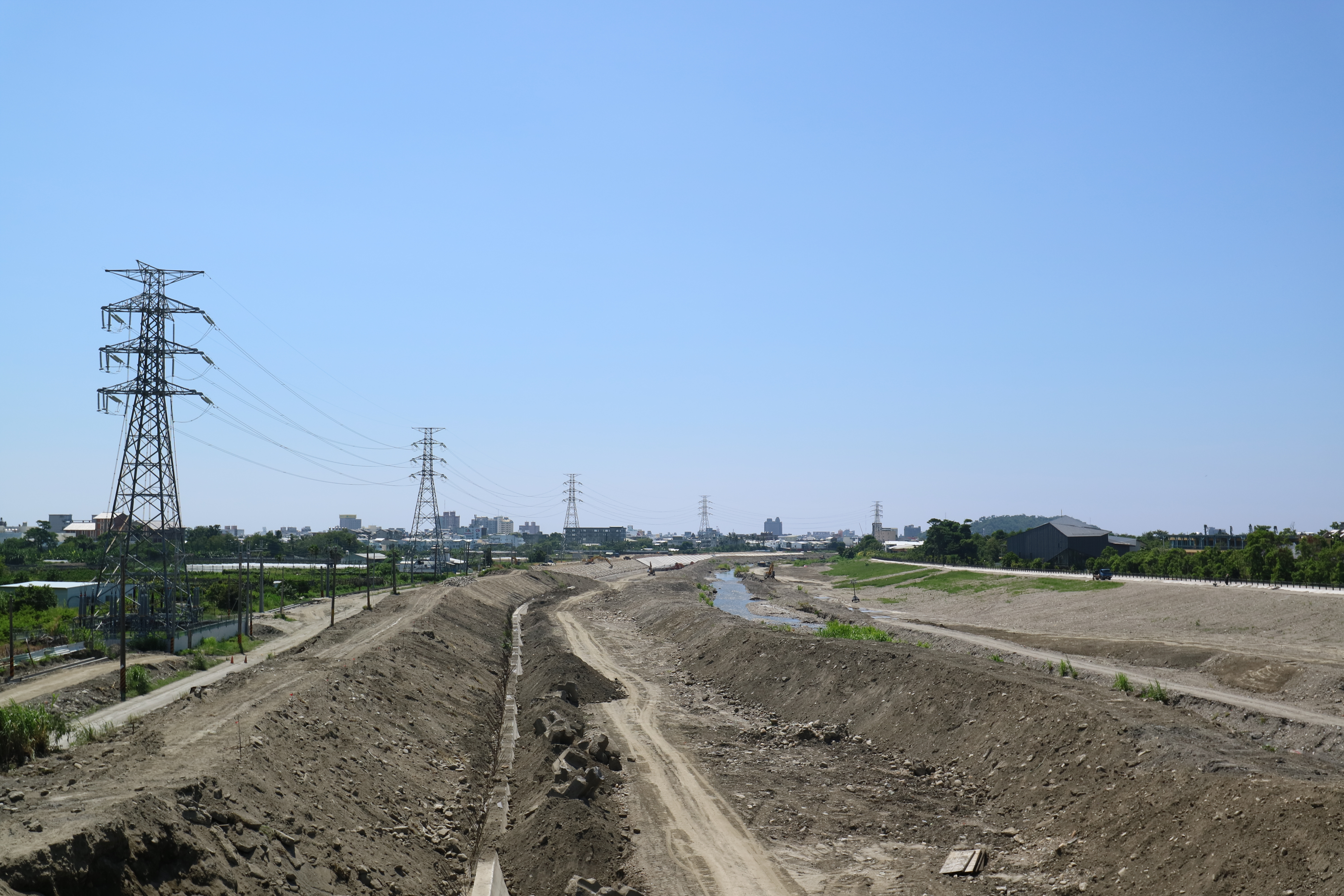
施工中東49-1線日光橋至馬蘭橋段，圖中可見台電161KV輸電鐵塔尚未拆除。

2017年12月21日上午十時太平溪路堤共構計畫於太平橋左岸舉行動工典禮，總計劃分為4個標案同時進行，第1、2標優先動工，以期在2018年底通車，太平溪路堤共構計畫除原本核定的9.2億堤頂道路及堤防工程外另包含負擔台電輸電鐵塔遷建等經費總計為22億元。
2019年6月臺東縣長饒慶鈴視察太平溪路堤共構工程，因馬蘭橋至光明橋沿線的5座台電輸電鐵塔均已完成下地工程，待拆除既有鐵塔後剩餘工程即可加速進行，因此當場宣布預計將在8月至9月間開放第一階段馬蘭橋至光明橋間的路堤通車，至於太平橋至光明橋之間尚有6座鐵塔須於12月底前才能拆除完畢，故預計能在2020年農曆春節前全線開放通車。

### 竣工通車

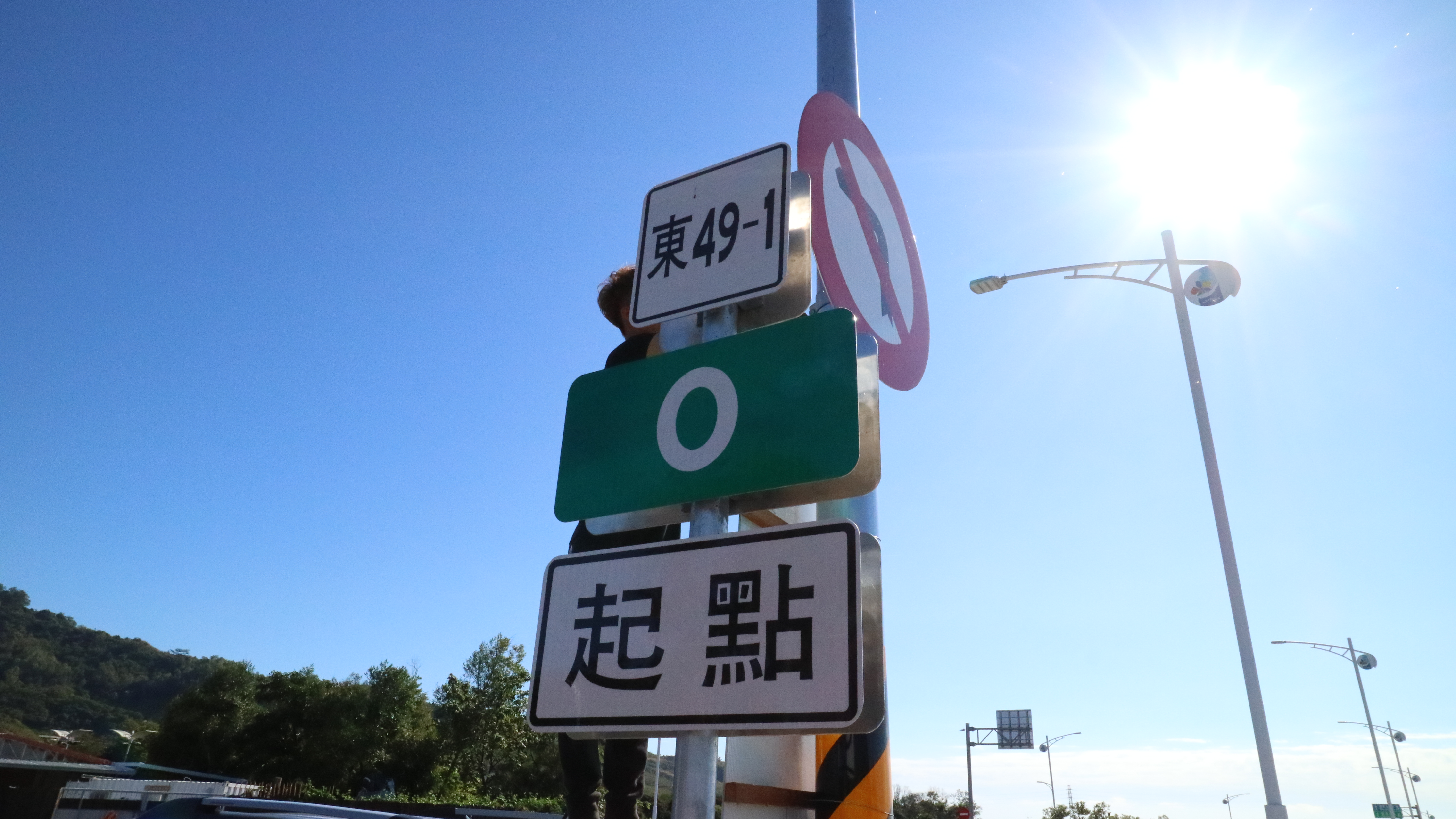
東49-1線起點牌。

2020年1月10日全線完成標線繪製，2020年1月19日太平溪路堤共構計畫全線竣工通車，為此臺東縣政府特別舉辦路跑活動以示慶祝道路通車。通車當日上午十時完成路跑活動後，於十一時辦理通車典禮，與會者包含臺東縣籍立法委員劉櫂豪，卑南鄉鄉長許文獻，前縣長黃健庭，及前總統馬英九等人，中午十二時全線正式開放通行。東49-1線全線採半封閉式道路設計，僅設有光明橋與南王橋路口紅綠燈，而全線速限每小時40公里，卻引發民眾爭議認為速限過低，比起綠色隧道速限60公里還低，對此臺東縣政府建設處長許瑞貴表示通車初期不宜將速限拉高，未來將視行車狀況再適度調整道路速限。

### 延伸計畫
2020年1月臺東縣政府於太平溪路堤共構計畫全線通車後隨即著手展開南北延伸計畫，其中北延計畫將延伸到臺9線檳榔橋，總經費約2億元，全長1.3公里，現正辦理環境影響評估作業中，預計2021年動工，南延計畫預定自馬蘭橋出發後改走右岸通往開封橋、康樂橋，及豐里橋，再回到左岸連結臺11線花東濱海公路的新豐里橋，全長1公里，因南延道路多數利用既有防汛道路改善，僅部分橋樑需新設道路，因此施工費用需約1億元。臺東縣政府計畫將向中央爭取花東建設基金來補助南北延伸經費。

## 路線說明
臺東縣
- （起點）卑南鄉太平橋 台9乙線岔路→ 南王橋 → 光明橋 →臺東市馬蘭橋 0k， 台9線岔路（終點）

## 圖集

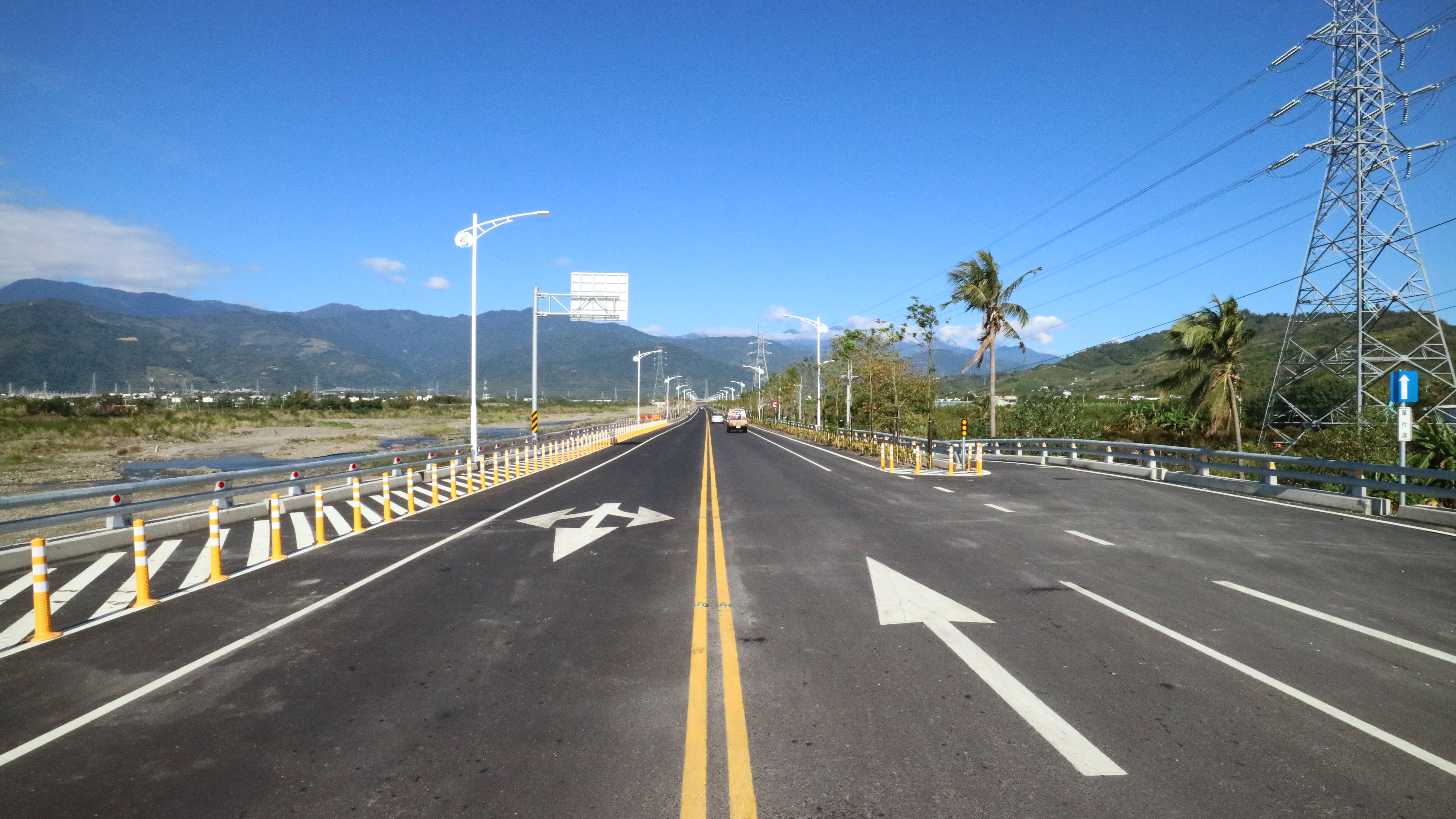
東49-1線南王橋至太平橋段。
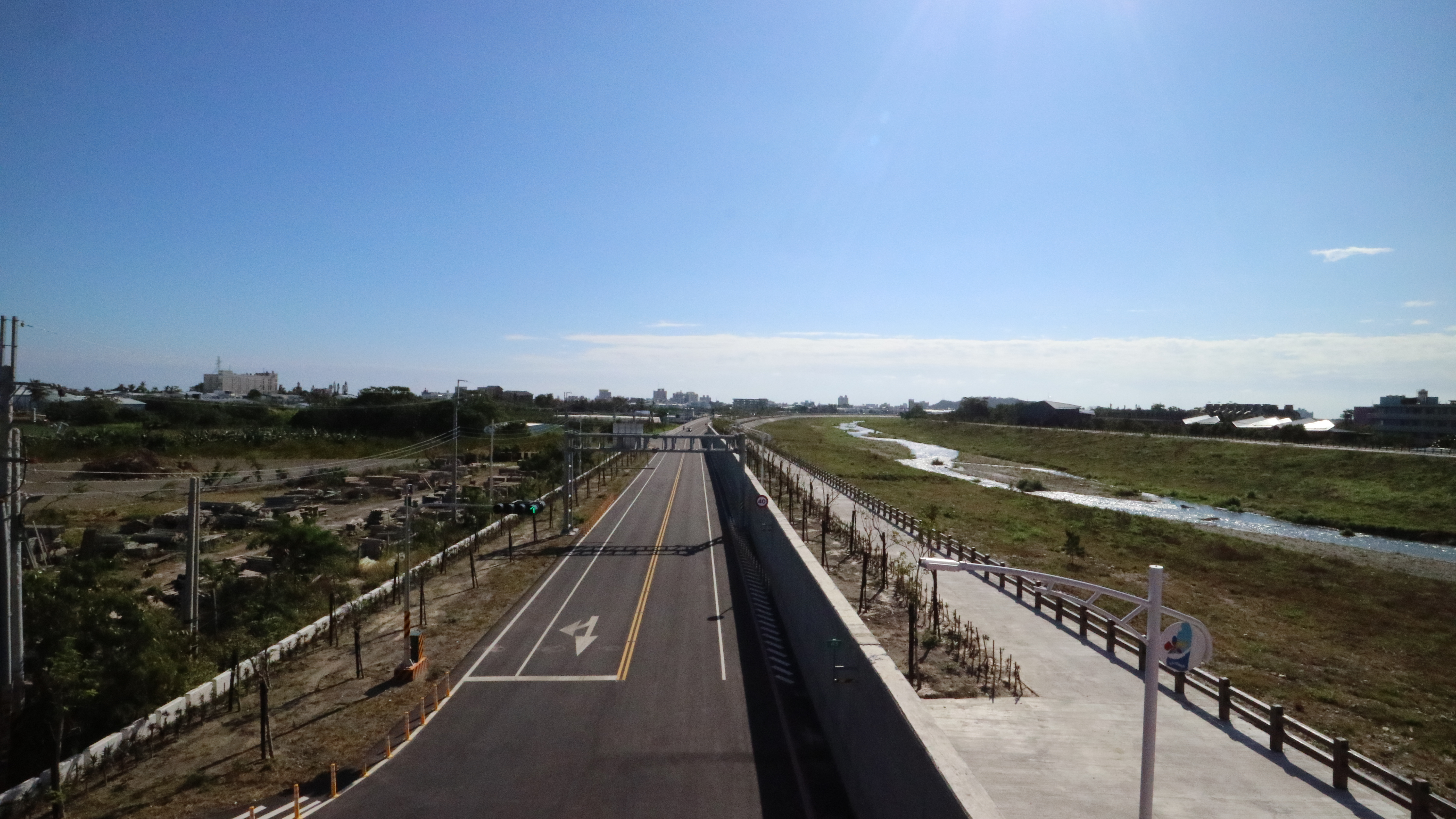
東49-1線日光橋至馬蘭橋段。